# Polyrhachis aedipus
Polyrhachis aedipus är en myrart som beskrevs av Auguste-Henri Forel 1893. Polyrhachis aedipus ingår i släktet Polyrhachis och familjen myror.

## Underarter
Arten delas in i följande underarter:
- P. a. aedipus
- P. a. curvispina